# Ngx-bootstrap
ngx-bootstrap — це відкрите програмне забезпечення, що містить Bootstrap-компоненти на платформі  Angular та дозволяє розробникам використовувати Bootstrap 3 та Bootstrap 4, включаючи тільки Bootstrap HTML і CSS, тобто без використання оригінальних JavaScript-компонентів.

У червні 2019 року було випущено п’яту версію ngx-bootstrap із сумісністю з Ivy та підтримкою Angular 8.
Список компонентів включає:
- Accordion;
- Alerts;
- Buttons;
- Carousel;
- Collapse;
- Date picker;
- Dropdowns;
- Modals;
- Pagination;
- Popover;
- Progress bar;
- Rating;
- Sortable;
- Tabs;
- Time picker;
- Tooltip;
- Typeahead.